# Amelia Gething
Amelia Gething (* 24. Januar 1999 in London Borough of Redbridge) ist eine britische Schauspielerin und Social-Media-Persönlichkeit.

## Leben und Karriere
Gething wurde in London Borough of Redbridge geboren. Ursprünglich wollte sie, Psychologie an einer Universität studieren, brach jedoch ihre Abitur ab. Sie begann ihre Karriere 2016 auf Plattformen wie YouTube und später TikTok, wo sie Comedy-Sketche schrieb und aufführt.
Ihr Schauspieldebüt gab sie 2018 in einer Folge in Hollyoaks. Im selben Jahr wurde sie von der BBC beauftragt, eine Comedy-Sketch-Show zu entwickeln. 2019 kam die Sendung unter dem Namen The Amelia Gething Complex raus. Eine zweite Staffel folgte im März 2021. Außerdem trat sie in The Spanish Princess auf. 2022 bekam Gething in dem Film Emily eine Hauptrolle. Unter anderem lieh sie 2023 der weiblichen Hauptfigur im Videospiel Hogwarts Legacy ihre Stimme.

## Filmografie
Filme
- 2022: Emily

Serien
- 2018: Hollyoaks
- 2019–2021: The Amelia Gething Complex
- 2020: The Spanish Princess
- 2024: Masters of the Air
- 2023: Mary & George